# Zygmunt Bauman
Zygmunt Bauman, poljski filozof, sociolog, pisatelj, publicist in univerzitetni profesor, * 19. november 1925, Poznanj, Poljska, † 9. januarja 2017, Leeds, Anglija. 
Življenje je začel na Poljskem, a se je moral že dokaj mlad odreči svojemu državljanstvu, zato se je preselil v Izrael. Tri leta za tem pa se je preselil v Anglijo, kjer je postal profesor sociologije na univerzi. Bauman je bil eden najbolj eminentnih socialnih teoretikov na svetu. Najbolj je poznan po delu Tekoča moderna. 

## Življenje in delo
Rojen je bil leta 1925 v Poznanju na Poljskem v revni judovski družini. Družina je leta 1939, ko je Hitler napadel Poljsko, zbežala v sovjetski okupirani del Poljske. Tu je z osemnajstimi leti stopil v novo ustanovljeno poljsko armado in kot častnik v topovski enoti pomagal pri osvoboditvi svoje dežele. V bojih je bil ranjen, a je ozdravel in s tem prisiljen sodelovati v bitki za Berlin. Po vojni je, mlad stotnik in major, deloval kot politični komisar v večji enoti v Varšavi in postal član Poljske združene delavske partije.
Tu je leta 1948 spoznal ženo Janino. Za prepričano sionistko (članico judovskega političnega gibanja) jo je napravil varšavski geto, vendar je tudi ona leta 1951 stopila v partijo. Zygmunt ni bil vzgojen v judovskem duhu in ni znal judovskega jezika. Tako Bauman, kot Janina sta študirala družbene vede. Zygmunt je doktoriral iz filozofije in se nato habilitiral (usposobil za profesorja) iz sociologije v mestu Bielefeld leta 1953. Leta 1953 so ga v zvezi s čistkami proti Judom izključili iz vojske.
Po besedah njegove žene ga je to zelo potrlo, saj je cel teden od jutra do večera togo gledal v knjige in o izključitvi ni mogel govoriti. Žena ga je našla zvečer v enakem stanju kakor zjutraj, ko je odšla od doma. Dotlej je bil namreč prepričan, da v komunizmu ne bo niti socialne niti rasne diskriminacije. Ta izkušnja ga je spodbudila, da je začel spreminjati svoje stališče do socializma. Njegova izkušnja komunizma in ženina izkušnja nacističnega pritiska nad Judi – z njeno sestro in materjo v varšavskem getu, o čemer je možu podrobneje pripovedovala šele kasneje – sta oblikovala Baumanove temeljne poglede na totalitarizem. 
Po študiju filozofije in sociologije med vojaško službo je leta 1954 začel kot mlajši predavatelj poučevati na Fakulteti za filozofijo in družbene znanosti. Izpopolnjeval se je na London School of Economics and Political Science (Londonska šola za ekonomske in politične vede). Postal je urednik Studia socjologiczne (Sociološke študije), ene do dveh vodilnih poljskih socioloških revij. Napisal je več knjig v poljščini, ki so jih prevedli tudi v srbščino in italijanščino. V njih obravnava temeljna vprašanja družbe in išče človeški obraz socializma. 
Leta 1960 je postal predstojnik katedre za splošno sociologijo na Univerzi v Varšavi.
Kasneje je šestdnevna vojna med Izraelci in Palestinci 1967 je sprožila splošno kampanjo proti Judom na Poljskem. Obtožili so jih za petokolonaše, ki naj bi kot vohuni delovali za Izrael ("Takšne obtožbe so značilne za komunistične režime, ki so vedno našli nove razloge in izgovore za ustvarjanje razrednih sovražnikov" (Vode, 2005)). Takrat se je Bauman ravno vračal v partijsko knjižnico, nakar so ga še s petimi drugimi profesorji odpustili z univerze z obtožbo, da kvarno vplivajo na mladino. 
Bauman se je zelo hitro odločil za emigracijo najprej v Izrael (samo za to državo je oblast izdala vizo), kasneje v Kanado ter Anglijo v mesto Leeds. Tam je končno postal profesor sociologije na tamkajšnji univerzi, kjer je deloval do upokojitve leta 1992. Posvetil se je raziskovanju in pisanju knjig, v katerih razčlenjuje družbeno stanje in dogajanje v svetu moderne. Zorela so spoznanja o človeku in družbi, ki jih je pogojevala izkušnja človekovega položaja v raznolikih okoljih in Baumanova odprtost za neposredne probleme človeka postmoderne družbe. 
Leta 1989 je prejel nagrado Amalfi ter Adornovo nagrado. Svobodna Poljska mu je podelila priznanje zaslužnega profesorja Univerze v Varšavi. Prav tako je prejel častni doktorat zaslužnega profesorja Univerze v Leedsu. Ob tem so zapisali: »Zaslužni profesor Zygmunt Bauman, ki je deloval na Univerzi od 1972 do upokojitve leta 1990, je eden najbolj znanih socialnih teoretikov 20. stoletja in najbolj pomemben sociolog postmoderne na svetu. Begunec političnega in antisemitskega pregona v svoji rodni deželi Poljski, je postal profesor Bauman prvi profesor sociologije v Leedsu. Objavil je 25 knjig v angleščini, dvanajst sledečih po svoji upokojitvi že v svojih sedemdesetih. Profesor Bauman je deloval na univerzi v Varšavi in Tel avivu in ima več častnih nazivov. Prejel je naslov doktor literarnih ved.«
Umrl je 9. januarja 2017 v 91. letu starosti v mestu Leeds v Angliji.

## Komunizem
Baumana je težko umestiti v prostor. Nikjer ni bil prav doma, nikjer ni našel svoje prave domovine oz. svojega doma: ne doma v rodni Poljski, ne med emigracijo v Sovjetsko zvezo (sovjetski del okupirane Poljske) prav tako tudi ne na Zahodu. Nikjer se ni ločeval od dogajanj, ravno nasprotno; povsod, kjer je bival, je zelo dejavno posegal v družbeno dogajanje. Ker se je selil iz kraja v kraj, je bil povsod tujec, obenem je kot sociolog skrbno preučeval življenje družbe in posameznika v njej vseskozi z ustrezno kritičnostjo duha in usmerjenostjo v prihodnost za primere in trajnostni razvoj družbe. 
Zato lahko razumemo, da Bauman ni poseben privrženec sistema ali skupine, izjema je le socializem oz. komunizem, s katerim je odraščal in v njem videl tudi sredstvo za odpravo razlik in napetosti v družbi; razlog za to je njegova osebna mladostna pot v Sovjetsko zvezo in odraščanje v sovjetski družbi. 

## Dela
Bauman je napisal več kot 50 knjig, raziskoval pa je področja, kot so morala, identiteta, potrošništvo in globalizacija.
Ena prvih Baumanovih pomembnejših knjig, ki jo je objavil, je bila raziskava o angleškem delavskem gibanju. Tudi v Angliji, kamor se je preselil, je v svojih delih vse do 80. let dvajsetega stoletja obravnaval predvsem razredne in družbene konflikte s poznejšimi deli, kot sta bili Delo, potrošništvo in nova revščina (Work, Consumerism and the New Poor, 1998) in Tekoča moderna (Liquid Modernity, 1999).
V eni izmed njegovih najbolj znanih in odmevnih knjig je Tekoča moderna, v kateri se je ukvarjal s temnimi platmi sodobnosti in opozoril na prevelik vpliv trga in vzpon družabnih omrežij, ki škodijo medčloveškim odnosom. Knjiga se deli na pet poglavij, v katerih zajema emancipacijo, individualnost, čas in prostor, delo in skupnosti. Obravnava področja, ki se v času prehoda moderne v visoko moderno radikalno spreminjano. Razpravljal je predvsem o antinomiji med subjektivno percepcijo svobode in svobodo, ki se udejanja v družbenih ureditvah. Ko se je ukvarjal z novimi indentitetami praksami, je ostro pokritiziral porabništvo.
V svoji najbolj znani knjigi Moderna in holokavst (Modernity and the Holocaust, 1989) je razpravljal o vrhuncu moderne, njeni sistemski moči in kontroli nad človekom. Nakazoval pa je tudi že na njen zaton in opozarjal, da so njene ustanove na preizkušnji. Knjiga je dvignila veliko prahu, saj so Baumanu očitali, da hoče nevtralizirati negativnost nacizma. Bauman v delu trdi, da je na holokavst treba gledati kot globoko povezan z modernizacijo in njenimi prizadevanji.
V svoji zadnji knjigi Retrotopija (Retrotopia, 2017), se je Zygmunt Bauman ukvarjal z vprašanjem utopij in njihovo možnostjo v sedanjosti. Izpeljal je misel, da obstaja razlika utopij – slikanja idealne podobe v prihodnost. Namesto k utopijam naj bi se ljudje zatekali k nostalgiji ter retrotopijam - slikanja idealne podobe v preteklost.
Dela, prevedena v slovenščino:
- Bauman in Ljubljana: visiting lecture by Zygmunt Bauman (Bauman v Ljubljani: gostujoče predavanje Zygmunta Baumana, 2013)
- Collateral Damage (Kolateralna škoda, 2011)
- Retropoia (Retrotopija, 2017)
- Postmodern Ethics (Postmoderna etika, 1993)
- Liquid Modernity (Tekoča moderna, 2000)
- Modernity and the Holocaust (Moderna in holokavst, 1989)

Druga dela:
- Does the Richness of the Few Benefit Us All?, 2013
- Kariera: cztery szkice socjologiczne, 1960
- Mortality, Immortality and Other Life Strategies, 1992
- Dwa szkice o moralności ponowoczesnej, 1994
- State of Crisis, 2014

## VIRI
- Zygmunt, B. 2006. Moderna in holokavst. Ljubljana: Študentska založba.
- Zygmunt Bauman: Retropoija. [citirano 15. 11. 2018]. Dostopno na naslovu: https://www.mladina.si/187312/zygmunt-bauman-retrotopija/.
- Zygmunt Bauman. [citirano 15. 11. 2018]. Dostopno na naslovu: https://culture.pl/en/artist/zygmunt-bauman.